# Dobrovits Péter (festő)
Dobrovits Péter (szerbül: Petar Dobrović) (Pécs, 1890. január 14. – Belgrád, 1942. január 27.) magyarországi szerb festő, és politikusként a rövid életű Baranya–bajai Szerb–Magyar Köztársaság elnöke. A jugoszláv művészettörténet a két világháború közötti időszak egyik legmeghatározóbb festőjeként tartja számon.

## Életrajz
Petar Dobrović (Dobrovits Péter) egy jómódú pécsi szerb családban született. Édesanyja Heidl Irén siklósi német asszony volt. A szerb Dobrović család a szlavóniai Daruvárról származott. Petar Dobrović Pécsett a cisztercita gimnáziumban érettségizett, ahol többször megaláztatásban részesült. Egyik tanára, Buzássy Ábel, az 1903-ban Belgrádban bekövetkezett Aleksandar Obrenović szerb király és neje elleni gyilkos merényletet követően az ortodox vallású Dobrovits Pétert királygyilkos szerbnek csúfolta. Egy másik tanára pedig megfenyítette amikor nevét szerb - Dobrović - formában írta le. Az érettségi után Budapestre költözött és a Képzőművészeti Főiskola hallgatója lett. Tanárai Balló Ödön és Zemplényi Tivadar voltak. Festészetére Ferenczy Károly és Hollósy Simon hatottak. Ekkor legközelebbi budapesti baráti köréhez Kassák Lajos, Kmetty János, Uitz Béla és Nemes-Lampérth József tartoztak.
Első kiállítása 1911-ben a Műcsarnokban volt, majd 1913-ban szülővárosában, Pécsett. Korai híres képei a "Férfi erős napsütésben" a később "Fehérruhás férfi" cím alatt ismert festménye, és a "Baranyai táj".
1911-ben rövid időre Párizsba látogatott. Később többször is a francia fővárosban tartózkodott és tanult. Munkáira Cézanne volt nagy hatással. Dobrović a kubista koncepciót követte. Hazatérve Kassák Lajossal tartott fenn igen közeli emberi kapcsolatot. Kassák A Tett nevű lapjában közölte Dobrović "Krisztus siratása" című grafikáját. Később a Nyugatban is jelentek meg grafikái. Dobrović ekkoriban haladó értelmiségi körökben mozgott. Barátai közé sorolható a költő Ady Endre és a művészettörténész Felvinczi Takáts Zoltán. Baráti szálak fűzték a horvát író Miroslav Krležához, a csongrádi születésű Miloš Crnjanski és a zombori Veljko Petrović szerb írókhoz, valamint a horvát Ivan Meštrović szobrászművészhez.
Kassák Lajos ez idő tájt Dobrovićot az expresszionizmus képviselőjeként emlegette. Ekkor már nagyban udvarolt a nagy tekintélynek örvendő újvidéki Kosta Hadži ügyvéd Olga nevű leányának, akit később az oltár elé vezetett.
A temperamentumos Petar Dobrović első politikai bemutatkozása 1918. május 20-án történt, amikor a Pécsett állomásozó 6. újvidéki gyalogezred katonái fellázadtak. A kialakult tűzharcban Dobrović is részt vett. A felkelés leverése után Dobrovits Péter a budapesti hadbíróság Conti utcai fogházába került. Innen csak 1918. november elején szabadult.
Az első világháború végén, 1918. november 14-én, Baranyába és a Bácskába szerb csapatok érkeztek. A Pécsett tartózkodó Petar Dobrović kitörő örömmel üdvözölte a szerb hadsereget és tolmácsként segédkezett. Szorosan együttműködött a Pécsett lévő Szlovén–Horvát–Szerb Állam képviselőivel.
Ezekben az években Petar Dobrović sokat volt távol Pécstől. Belgrádba, Újvidékre, majd Dalmáciába látogatott és fáradhatatlanul festett. Képei 1919-ben a párizsi jugoszláv művészek kiállításán szerepeltek, majd 1920 decemberében Belgrádban állította ki festményeit.
A Trianont követő megbeszélések során hamar kiderült, hogy a szerb-horvát-szlovén erőknek 1921 augusztusa végéig el kell hagynia Baranyát és a Baja környéki Észak-Bácskát. 1921 nyarán, amikor már küszöbön állt a Baranya–bajai Szerb–Magyar Köztársaság kikiáltása, Dobrović a következőket mondja pécsi barátjának, Cserta Bélának: „Egy dannunziádát akarok Pécsett csinálni!”
A Tanácsköztársaság leverése után nagy számú baloldali érzelmű ember talált menedéket Pécsett. Az itt oltalomra talált tömeg nem nézte volna jó szemmel Horthy Miklós csapatainak bevonulását. A baranyai és észak-bácskai szerbek, sokácok, bunyevácok és horvátok tömegei pedig nem voltak hajlandóak elfogadni a Szerb-Horvát-Szlovén Állam kivonulását ezekről a területekről. 1921. augusztus 14-én a pécsi Széchenyi téren megtartott népgyűlés során Linder Béla és Petar Dobrović a Városháza teraszáról elhangzó lelkesítő beszéde után a harmincezres tömeg üdvözölte a Baranya-bajai Szerb-Magyar Köztársaság kikiáltását. A fiatal köztársaság elnökének Petar Dobrovićot választották. 1921. augusztus 16-án Dobrović és Linder Belgrádba utazott, hogy Nikola Pašić miniszterelnökkel tárgyaljanak a protekturátus további sorsáról. Hamar kiderült, hogy a Szerb-Horvát-Szlovén Királyság nem fogja megvédeni a Baranya-bajai Szerb-Magyar Köztársaságot és a területet kész átadni Horthy Miklós kormányzónak. Dobrović soha többé nem tért vissza szülővárosába. 1921. augusztus 21-én a magyar honvédség és csendőrség elfoglalta Pécset, Baját és ezzel megszűnt a tiszavirág életű köztársaság.
Dobrović ezután Belgrád és Párizs között ingázott és továbbra is festett. Baloldali beállítottságú volt. A '30-as években Hollandiában és Olaszországban tartózkodik. Az Azúr parton fest kollégájával Milan Konjović festőművésszel. 1934-ben részt vett a "Danas" című folyóirat megalapításában. 1937-ben a belgrádi Állami Művészeti Akadémia egyik alapító tagja. Az egyre baljóslatúbb 1940. évben a gyönyörű adriai Hvar szigetére vonult vissza, ahol folytatta tájképfestészetét. 1941-ben családjával, a megszállt Szerbiában, Grockán élt visszavonultan. Mint egykori magyarországi szerbet mélyen lesújtotta az újvidéki vérengzések híre. Ekkor a hírhedt újvidéki "hideg napok" razziában Horthy katonái több száz szerb és zsidó civilt öltek meg és dobtak a jeges Duna vizébe. Dobrovićot a német megszállás idején Belgrádban, 1942. január 27-én, 52 éves korában, szívroham következtében ragadta el a halál.
A szerb illetve jugoszláv művészettörténet a pécsi születésű Petar Dobrovićot a két világégés közötti időszak legmeghatározóbb festőjeként tartja számon.

## Galéria

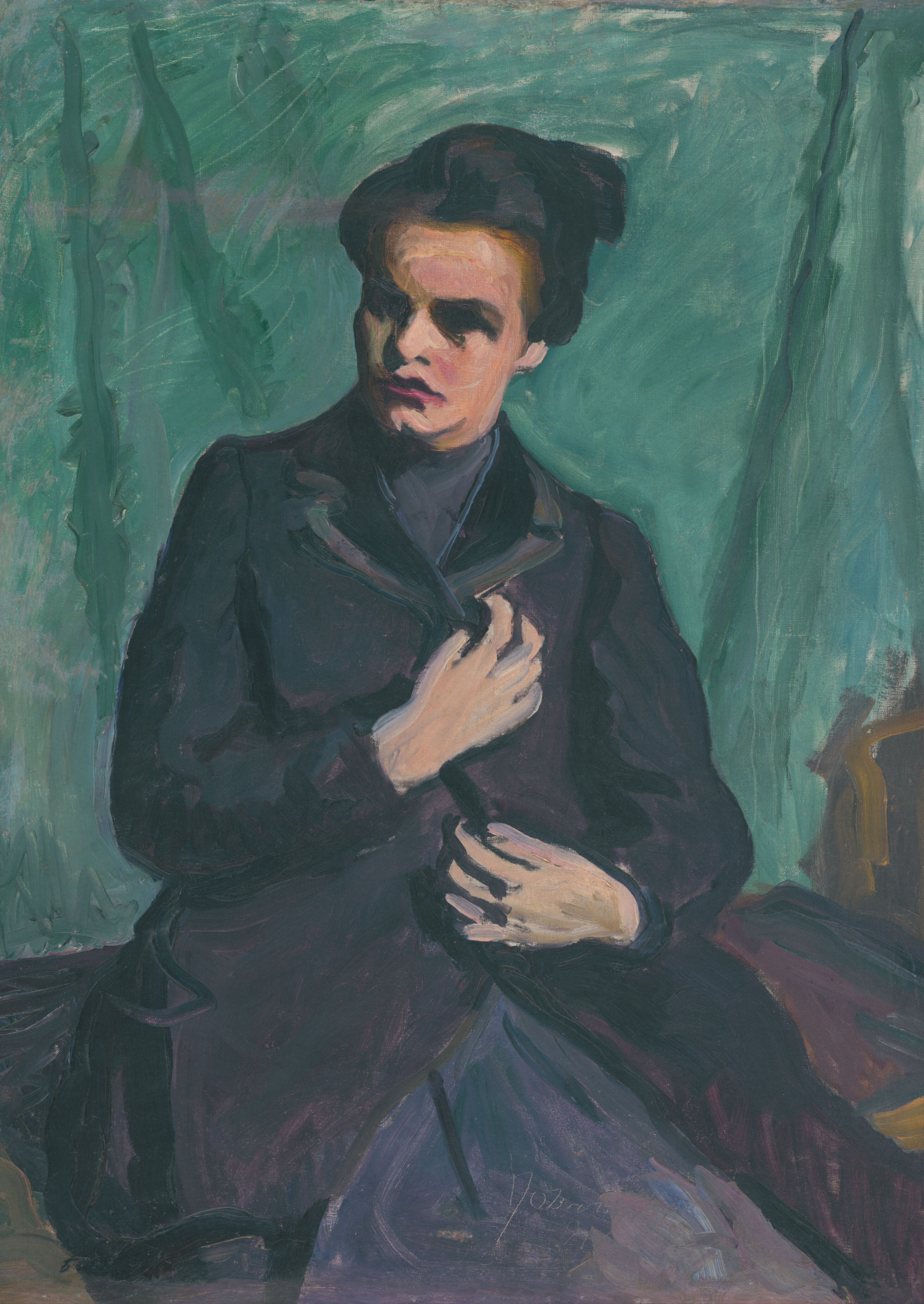
Portré tanulmány (1917), Ernest Zmeták Galléria
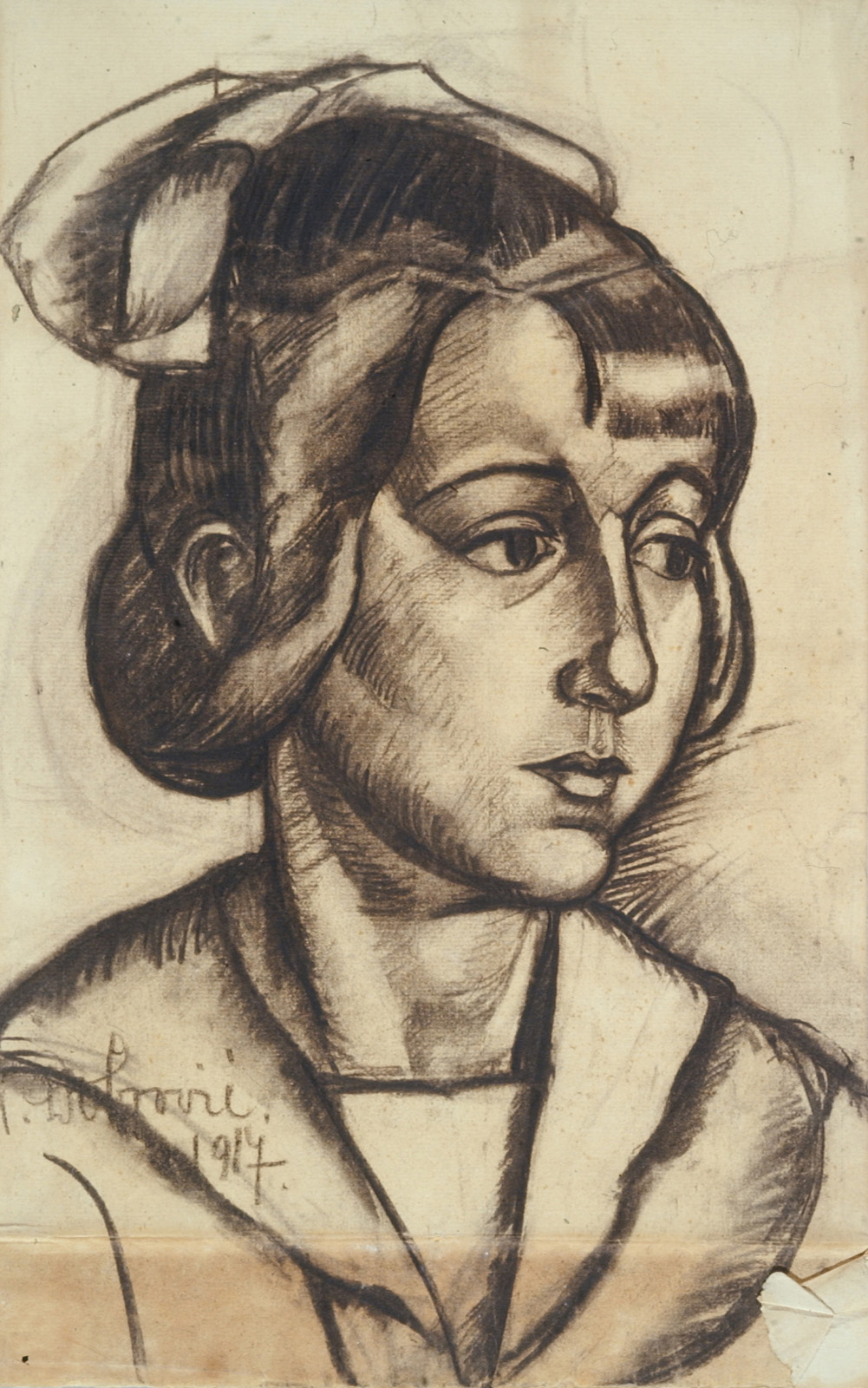
Leányfej (1917), Szlovén Nemzeti Galéria
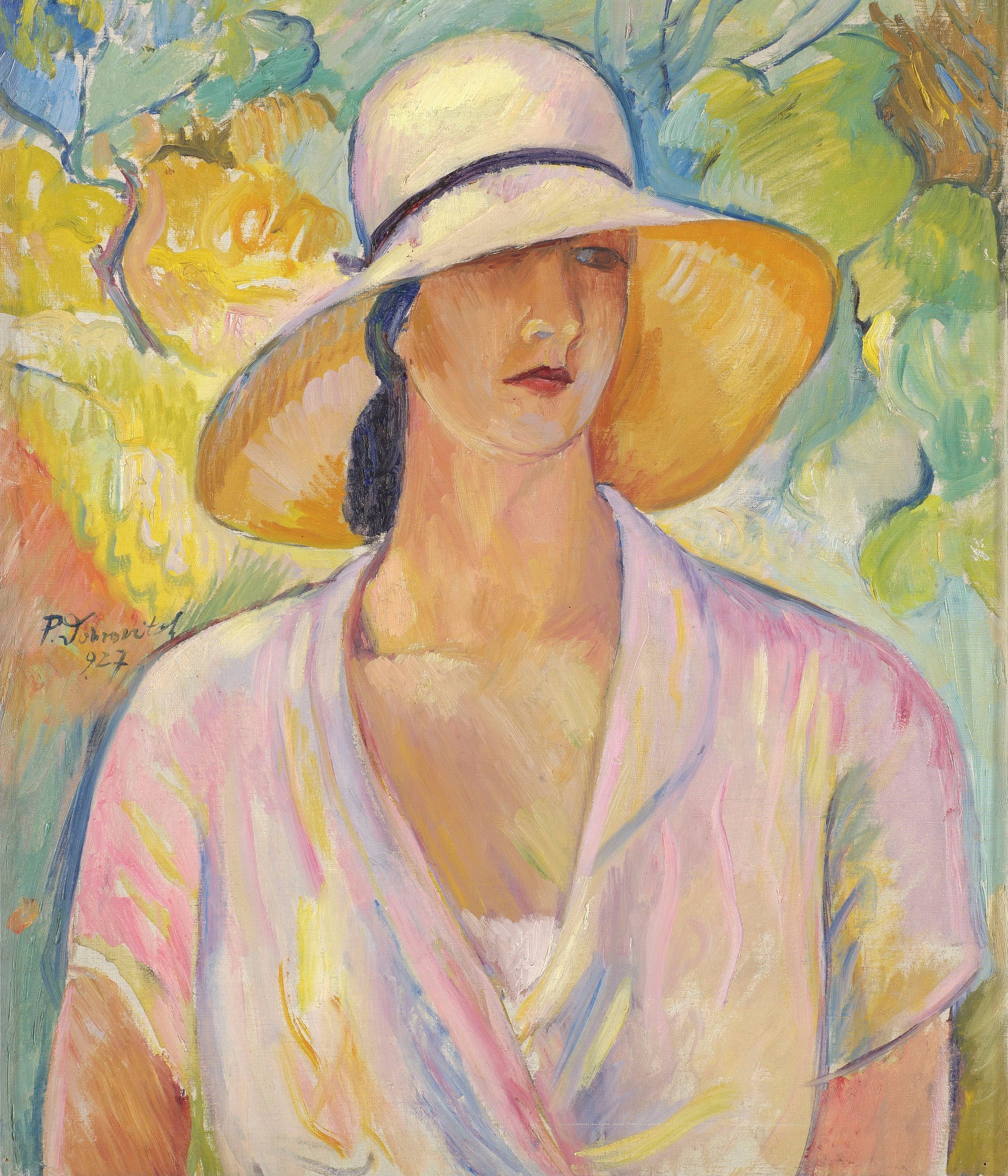
Figura (1927), Pavle Beljanski gyűjtemény
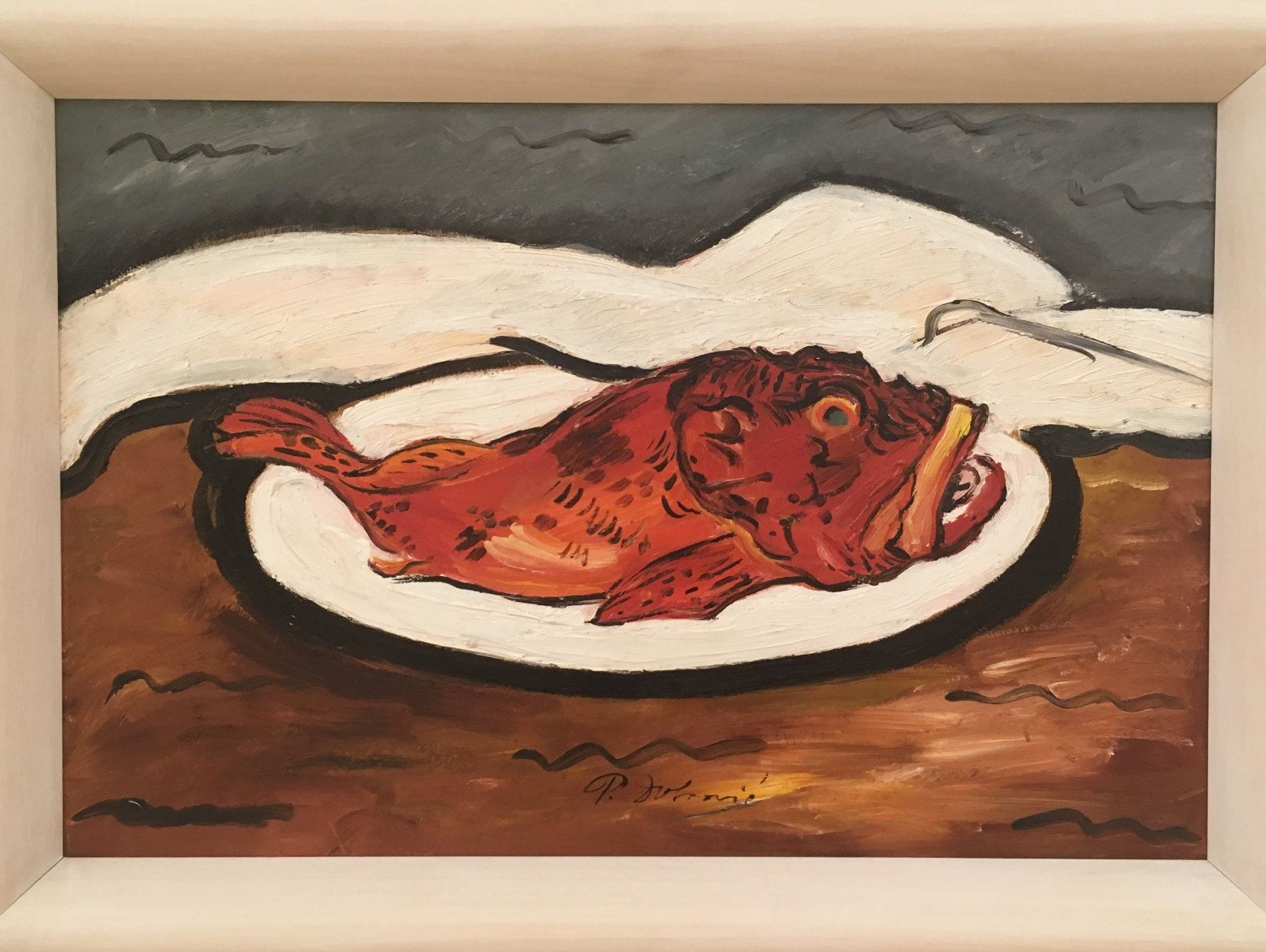
Škarpina (1928), Szépművészeti Múzeum, Split
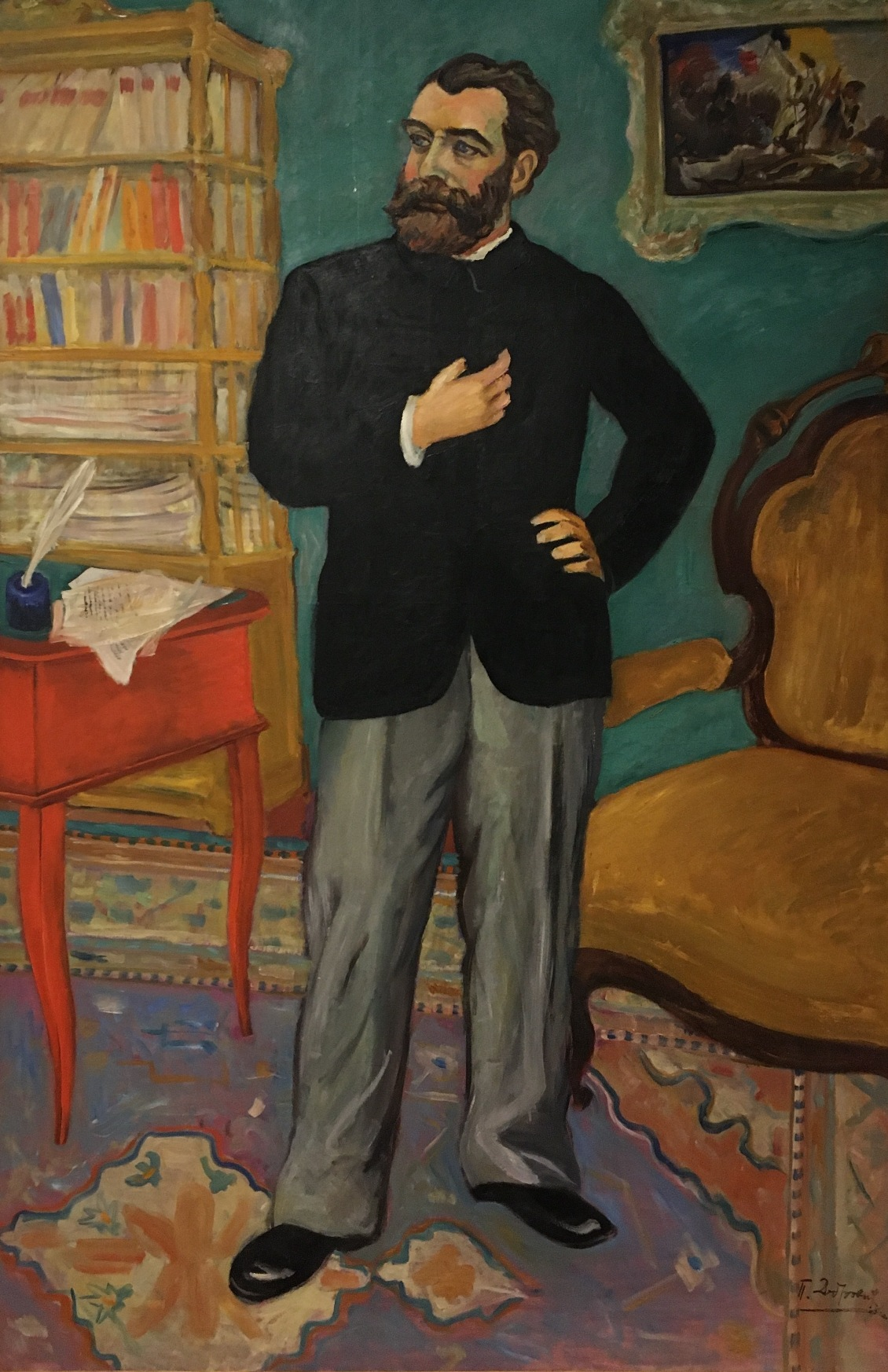
Svetozar Miletić, 1930
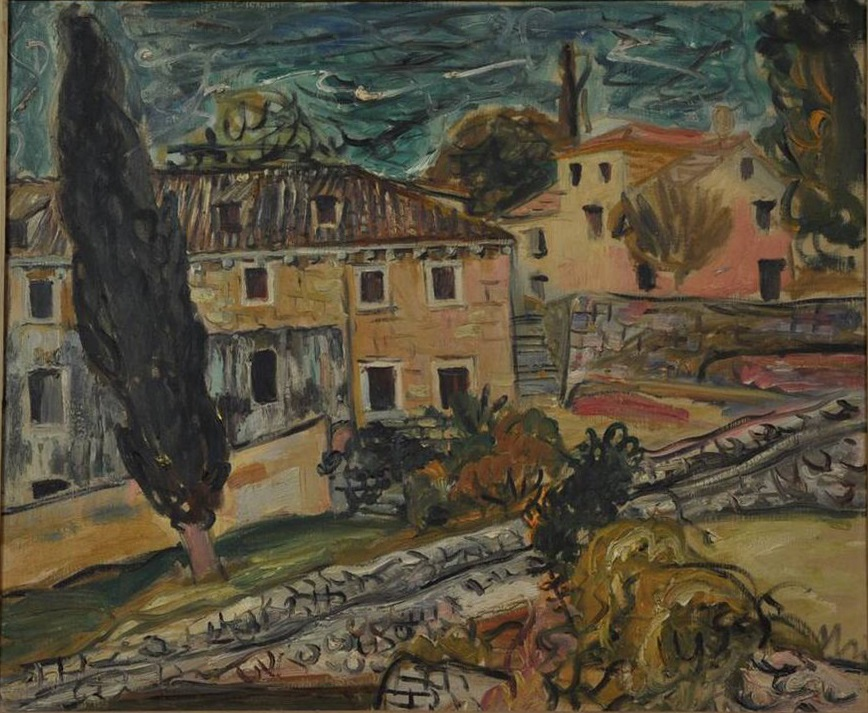
Tájkép ciprusokkal, Dalmácia (1931), Museum Boijmans Van Beuningen
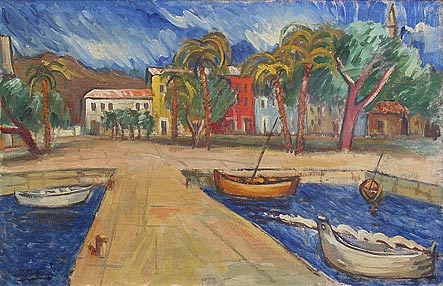
Mlini na jugu (1936)
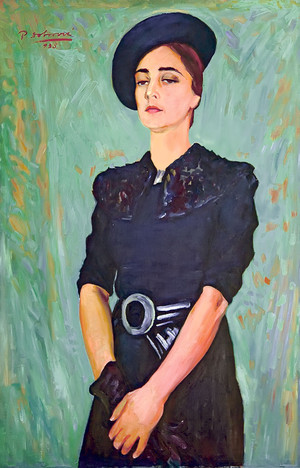
Dobrović Olga portréja (1938)